# Bachelor's Vegetable Store
Bachelor's Vegetable Store (en hangul, 총각네 야채가게; romanización revisada, Chonggagne yachaegage), también conocida en español como Chicos en busca del amor, es una serie de televisión surcoreana emitida entre 2011 hasta 2012 basada en la novela homónima lanzada en 2003, que narra la historia real de un joven llamado Lee Young Suk que transformó una pequeña tienda de verduras en 1998 a una exitosa franquicia a nivel nacional con 33 sucursales.
Es protagonizada por Ji Chang Wook, Wang Ji Hye, Kim Young Kwang y Park Soo Jin. Fue transmitida por Channel A, desde el 21 de diciembre de 2011 hasta el 8 de marzo de 2012, finalizando con una longitud de 24 episodios al aire las noches de los días miércoles y jueves a las 21:20 (KST).

## Argumento
Han Tae Yang (Ji Chan Wook) es un joven trabajador, talentoso que hará cualquier cosa para hacer su pequeña vegetal destacan un éxito. Se contrata a un par de jóvenes perdidos que se convierten en sus empleados y amigos: Nam Yoo Bong, un exitoso agricultor aun soltero y solitario; Lee Chan Sol, un aprendiz ídolo cuya agencia de talentos lo echa después de nueve años debido a un escándalo silencioso, por lo que termina trabajando en un club de acogida; Yoon Ho Jae, un genio certificable con una falta de habilidades sociales que le hace ser alejado a las grandes empresas; y Jung Ki Young, un hombre sin hogar que no habla mucho.

Tae Yang también se enamora de Mok Ga, pero ella se esconde un gran secreto. Ella es en realidad Jin Jin Shim, una niña huérfana. Cuando su amiga, la verdadera Mok Ga On, murió cuando eran adolescentes, la ambiciosa madre de Ga On, Choi Kang Dom tomó a Jin Shim y la hizo pretender ser su hija, ya que Ga On es la hija ilegítima de un hombre de negocios. Desesperado por una familia, Jin Shim aceptó, y comenzó a ser llamada Ga On, ella tiene una relación devota pero tóxica con Kang Sol. Ga On también tiene sentimientos por Tae Yang, pero ella se debate entre él y un rico heredero, Lee Seul Woo.

## Reparto

### Personajes principales
- Ji Chang Wook como Han Tae Yang.
- Wang Ji Hye como Jin Jin Shim.
- Kim Young Kwang como Lee Seul Woo.
- Park Soo Jin como Jung Dan Bi.

### Personajes secundarios
- Hwang Shin Hye como Choi Kang Sun.
- Lee Se Young como Han Tae In.
- Park Won Sook como Hwang Soo Ja.
- Jang Hang Sun como Jung Goo Gwang.
- Kim Do Yeon como Yeon Boon Hong.
- Jeon No Min como Mok In Beom.
- Lee Kwang Soo como Nam Yoo Bong.
- Shin Won Ho como Lee Chan Sol.
- Song Ji Hyuk como Yoon Ho Jae.
- Noh Sung Ha como Jung Ki Young.
- Lee Eun como Hong Jung Ah.
- Sa Mi Ja como Park Geum Soon.
- Oh Jae Moo como Han Tae Yang (Joven).
- Kim Chae Bin como Jin Jin Shim (Joven).
- Park So Young como Mok Ga On (Joven).
- Noh Jong Ui como Han Tae In.
- Park Sung-hoon como el amigo de Seul Woo.
- Jang Jae-ho como el Secretario Yang.

## Banda sonora
- Sung Je & Ji Hyuk (Supernova) - «Be My girl».
- Na Yoon Kwon - «Because You're My Everything».
- Min (Miss A) - «Living Like A Fool».
- Green Apple - «Looking».
- Barbara (바바라) - «Confession».

## Emisión internacional
- Hong Kong: TVB Japanese Drama.
- Japón: TBS.[4]
- Panamá: SERTV.
- Perú: Willax (2019 , 2020).